# Сен-Марсель (Мёрт и Мозель)
Сен-Марсе́ль (фр. Saint-Marcel) — коммуна во французском департаменте Мёрт и Мозель, региона Лотарингия. Относится к кантону Конфлан-ан-Жарнизи.	

## География
Сен-Марсель расположен в 17 км к западу от Меца и в 55 км к северо-западу от Нанси. Соседние коммуны: Верневиль на северо-востоке, Гравлот и Резонвиль на юго-востоке, Вьёнвиль на юге, Марс-ла-Тур на юго-западе, Брювиль и Донкур-ле-Конфлан на северо-западе.

## Демография
Население коммуны на 2010 год составляло 139 человек.
| 1962 | 1968 | 1975 | 1982 | 1990 | 1999 | 2010 |
| ---- | ---- | ---- | ---- | ---- | ---- | ---- |
| 125  | 102  | 105  | 111  | 114  | 147  | 139  |